# Methone, Messenien

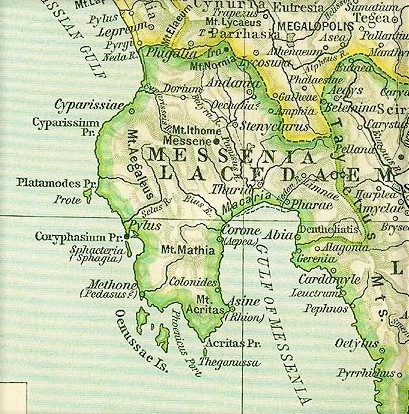
Karta över Messenien med Methone utmärkt

Methone eller Mothone (grekiska Μεθώνη, Μοθώνη, italienska Modone, venetianska: Modon) är en stad i den grekiska prefekturen Messenien, på Messeniska halvöns sydvästra udde, söder om Pylos och mitt emot ön Sapientza. Sedan kommunreformen 2011 har staden varit en del av kommunen Pylos-Nestoras.
Ekonomin domineras av turism och stadens historiska borg.

## Historia
Methone var under de messeniska krigen den sista staden som gav sig åt spartanerna. Det befästes av Antonius, men erövrades av Agrippa och förklarades av Trajanus för fristad. År 1124 erövrades det av Republiken Venedig och intogs 1205 av frankerna under Gottfrid av Villehardouin. Det kom sedan åter till Venedig, men erövrades av den osmanske sultanen Beyazit II i augusti 1500. 1685 återtogs det av venetianerna under Francesco Morosini, men återlämnades 1715 till turkarna. 1825 ödelades det av dem, innan den intogs 1827 av fransmännen, som återigen befäste den.